# Mingaora
Mingaora é uma cidade do Paquistão localizada na província de Khyber Pakhtunkhwa.